# Snusdosa

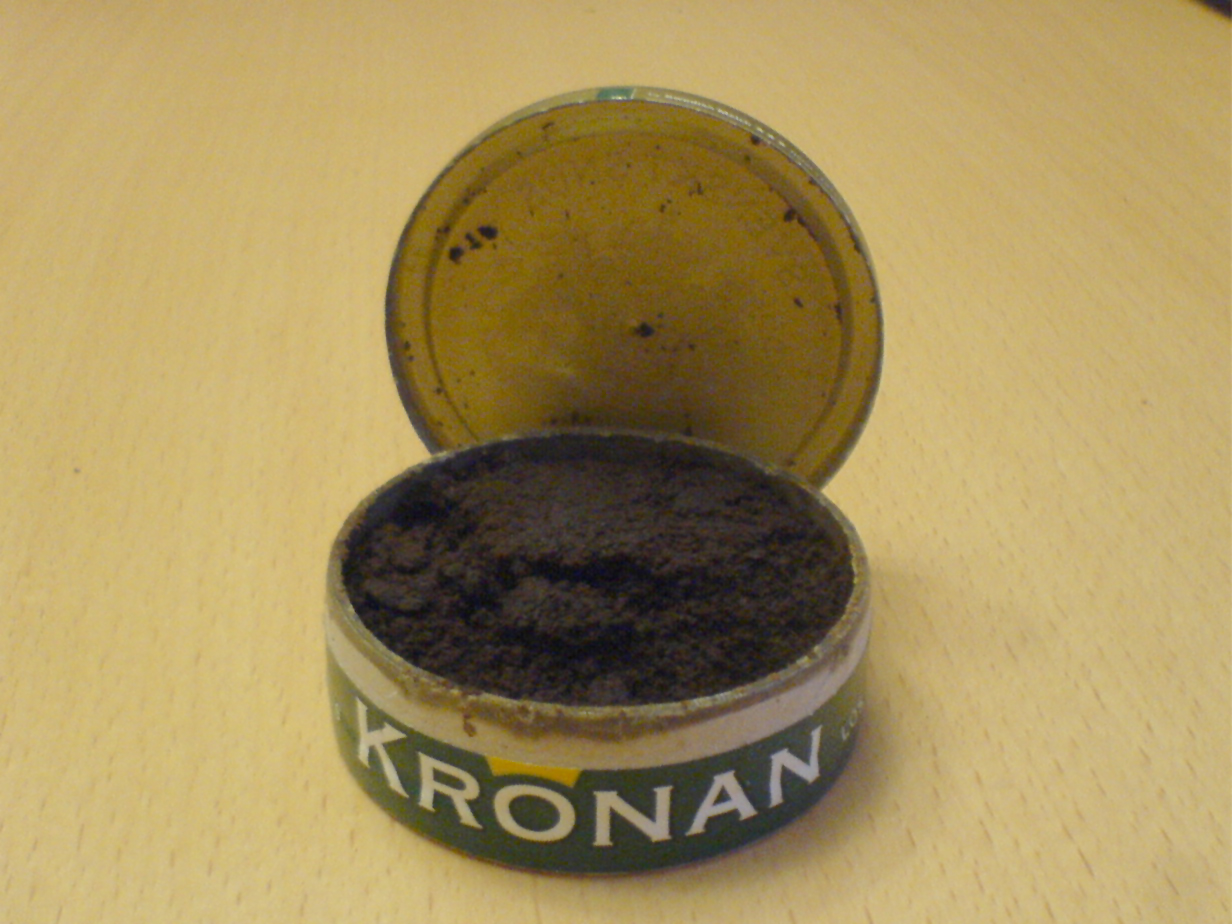
En snusdosa innehållande snus.

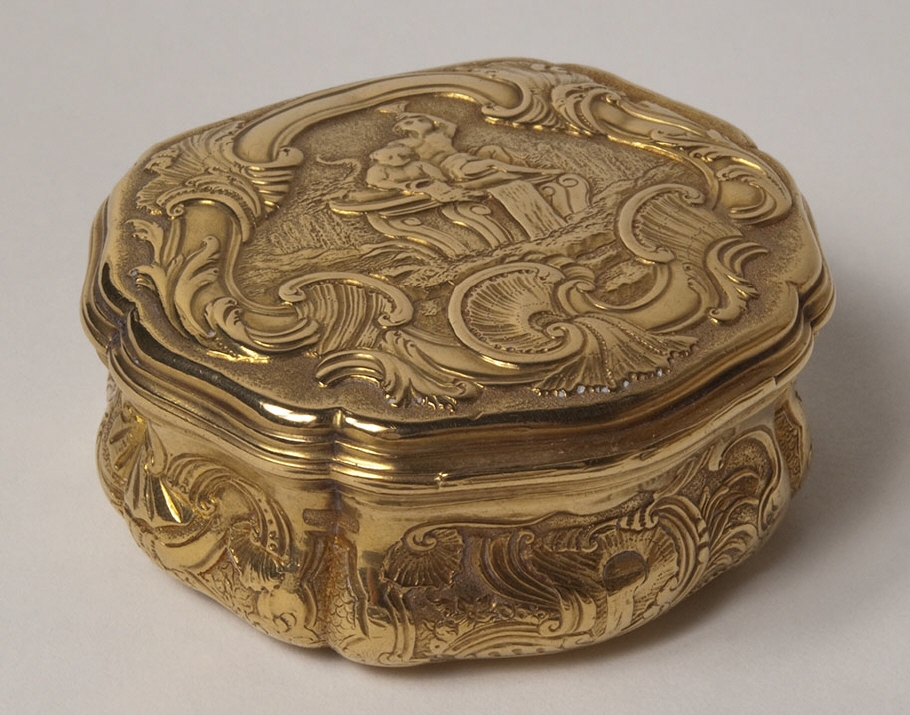
Snusdosa i guld från 1700-talet. Gjord av den svenska hovjuveleraren Frantz Bergs.

Snusdosa är en behållare för snus. Den har tidigare varit gjord av porslin, trä, näver, silver eller guld, men är numera tillverkad av pressat papper eller plast. Plast är det vanligaste materialet för snusdosor till portionssnus, respektive pressat papper som är vanligast för lössnus. 
De första snusdosorna som var anpassade för torrsnus, började tillverkas på 1560-talet i Frankrike. Eftersom nässnusandet under de två kommande seklerna blev på modet bland överklassen, tenderade dosorna att få exklusiva utseenden. På 1700-talet kunde de till och med göras i guld och silver, och dekoreras med ädelstenar. De bars då synligt och betraktades som en accessoar till festkläderna. Både till de manliga och kvinnliga kläderna (även kvinnor snusade). 
När det arbetande folket började snusa på 1800-talet var snuset fuktigt, så att det kunde placeras i munnen, under tungan eller överläppen. Dosorna gjordes enkla – ofta hade snusaren en egen dosa, som fylldes på av försäljaren. 
År 1915 infördes tobaksmonopolet. Monopolet sålde sitt snus framför allt i ovala dosor på 50 eller 100 gram, men också i en kardus ”storförpackning”. 1967 introducerades den runda pappdosan med plåtlock – en förpackning som sen gjordes helt i hårdplast för portionssnus, lössnus behöll pappdosan fast med plastlock.